# Breuil-hutten
De naam "Cabanes du Breuil" verwijst naar de voormalige agrarische bijgebouwen van een boerderij in het plaatsje Calpalmas in Saint-André-d'Allas in de Dordogne, die nu als privémuseum zijn ingericht. Deze gebouwen dateren uit de 19e eeuw, of zelfs het begin van de 20e eeuw, en hebben als bijzonderheid dat ze een gewelf van droge steen hebben met een platte dakconstructie en dicht op elkaar staan.